# Un pod prea îndepărtat (film)

Afișul original al filmului

Un pod prea îndepărtat (titlu original: A Bridge Too Far) este un film americano-britanic din 1977 regizat de Richard Attenborough. Scenariul, scris de William Goldman, este bazat pe cartea de non-ficțiune Un pod prea îndepărtat de William Goldman. În rolurile principale joacă actorii Dirk Bogarde, James Caan, Michael Caine, Sean Connery, Edward Fox, Anthony Hopkins, Gene Hackman, Hardy Krüger, Laurence Olivier, Robert Redford și Maximilian Schell. Ca și cartea, filmul prezintă povestea Operațiunii Market Garden, o operațiune militară eșuată a Aliaților din timpul celui de-al doilea război mondial care prevedea cucerirea și apărarea unei serii de poduri peste principalele râuri din Olanda ocupată de Germania nazistă.

## Prezentare
Operațiunea Market Garden a implicat 35.000 de oameni care au zburat 480 km de pe aerodromurile din Anglia și au fost aruncați în spatele liniilor inamice din Țările de Jos. Două divizii de parașutiști americani sunt responsabile pentru securizarea drumului și a podurilor până la Nijmegen. O divizie britanică, sub comanda generalului-maior Roy Urquhart, urmează să aterizeze lângă Arnhem și să țină podul acolo, susținută de o brigadă de parașutiști polonezi sub comanda generalului Stanisław Sosabowski. Corpul XXX Blindat (britanic) urmează să treacă peste podurile capturate și să ajungă la Arnhem în două zile.
În timp ce generalul-maior Urquhart își informează ofițerii, unii sunt surprinși că vor încerca o aterizare atât de departe de obiectivele lor. Deși consensul este că rezistența germană va consta în întregime din bătrâni fără experiență și din Tineretul hitlerist, fotografiile de recunoaștere arată tancuri germane la Arnhem. Cu toate acestea, generalul Browning respinge fotografiile și ignoră rapoartele rezistenței olandeze.
Podul Arnhem este ținta principală, ca ultimul mijloc de evadare pentru forțele germane din Țările de Jos și este o rută directă către Germania. Cu toate acestea, drumul către acesta are o singură bandă care leagă podurile cheie, iar vehiculele trebuie să se strecoare pe margine pentru a trece. Drumul este, de asemenea, înălțat, ceea ce face ca orice se mișcă de-a lungul acestuia să iasă în evidență.
Deși parașutiștii surprind inamicul și întâmpină puțină rezistență, podul de la Son  este demolat de germani chiar înainte de a putea fi asigurat. În plus, multe dintre jeep-uri fie nu sosesc, fie sunt distruse într-o ambuscadă, în plus radiourile sunt nefuncționale.
Între timp, avansul Corpului XXX este încetinit de rezistența germană, îngustimea drumului și nevoia de a construi un pod Bailey pentru a înlocui podul de la Son. Aceștia sunt opriți la Nijmegen, unde soldații Diviziei 82 Aeropurtate efectuează o traversare în lumina zilei pentru a captura podul Nijmegen, iar Corpul XXX este întârziat în continuare, așteptând ca infanterie să securizeze orașul.
Germanii se apropie de parașutiștii britanici izolați care ocupă o casă din Arnhem lângă pod și, deși trupele lui Sosabowski ajung în sfârșit după ce au fost întârziate în Anglia, este prea târziu pentru a-i întări pe britanici. După zile de lupte intense împotriva infanteriei SS și a panzerelor, trupele aliate depășite sunt fie capturate, fie forțate să se retragă în Oosterbeek. Urquhart primește ordine de retragere, în timp ce ceilalți comandanți aliați dau vina pe diferitele dificultăți întâmpinate pentru eșecul lor de a oferi sprijin.
Urquhart scapă cu mai puțin de o cincime din cei 10.000 de soldați inițiali, în timp ce cei care sunt prea grav răniți pentru a fugi rămân în urmă pentru a acoperi retragerea. La sediul britanic, Urquhart se confruntă cu Browning cu privire la sentimentele sale personale cu privire la operațiune, iar aceasta din urmă contrazice optimismul său anterior.
În Oosterbeek, Kate ter Horst, a cărei casă a fost transformată într-un spital improvizat de britanici, își abandonează clădirea ruiată. Trecând prin curtea din față, acum un cimitir pentru trupele căzute, ea și copiii ei pleacă cu un medic în vârstă, trăgând câteva bunuri într-o căruță, în timp ce trupele britanice rănite cântă imnul „Abide with Me” în timp ce așteaptă capturarea.

## Distribuție
| Actor             | Personaj                                        |
| ----------------- | ----------------------------------------------- |
| Dirk Bogarde      | General-locotenent Sir Frederick 'Boy' Browning |
| James Caan        | Sergent Eddie Dohun (bazat pe Charles Dohun)    |
| Michael Caine     | Locotenent-colonel J.O.E. Vandeleur             |
| Sean Connery      | General-maior Roy E Urquhart                    |
| Edward Fox        | General-locotenent Sir Brian Horrocks           |
| Elliott Gould     | Colonel Robert Stout                            |
| Gene Hackman      | General-maior Stanisław Sosabowski              |
| Anthony Hopkins   | Locotenent-colonel John Frost                   |
| Hardy Krüger      | General-maior Ludwig                            |
| Ryan O'Neal       | General-maior James Gavin                       |
| Laurence Olivier  | Dr. Jan Spaander                                |
| Robert Redford    | Maior Julian Cook                               |
| Maximilian Schell | SS-Obergruppenführer Wilhelm Bittrich           |
| Liv Ullmann       | Kate ter Horst                                  |

## Vezi și
- Listă de filme despre cel de-al Doilea Război Mondial